# Ponte di Brooklyn
Il ponte di Brooklyn (in inglese Brooklyn Bridge), completato nel 1883 su progetto dell'ingegnere tedesco John Augustus Roebling, è il primo ponte sospeso costruito in acciaio e ha rappresentato per lungo tempo il ponte sospeso più grande al mondo. Attraversando lo stretto marittimo East River, collega tra di loro l'isola di Manhattan e il quartiere di Brooklyn su Long Island a New York.

## Storia
La costruzione del ponte iniziò nel 1869 durante la presidenza di Ulysses S. Grant, costò 15,5 milioni di dollari dell'epoca e richiese la manodopera di 600 operai, 27 dei quali persero la vita durante i lavori, tra cui anche progettisti, la maggior parte per embolia gassosa dopo aver effettuato immersioni nelle camere di scavo sottomarine. Anche l'ingegnere Roebling, immigrato dalla Germania, rimase vittima nel 1869 di un incidente durante l'attracco di un traghetto; la sua gamba rimase schiacciata tra la banchina e la chiglia. Il suo posto venne preso dal figlio, Washington Roebling, che rimase a sua volta ferito e paralizzato parzialmente a causa di un'embolia gassosa. Venne aiutato nel completamento dell'opera dalla moglie, Emily Warren Roebling, che operò sotto la sua supervisione. 
La prima traversata fu effettuata dal capomeccanico E. F. Farrington nel 1876 utilizzando una sorta di teleferica con motore a vapore. Richiese 22 minuti per essere completata.

### Simbolo della città
Il ponte venne definitivamente aperto al transito il 24 maggio 1883 e sin da subito divenne un simbolo della città e un'attrazione turistica. In molti iniziarono ad utilizzarlo per farsi pubblicità: il 17 maggio 1884 Jumbo, l'elefante più famoso del Circo Barnum, diresse una parata di 21 elefanti lungo il ponte, in modo da dimostrarne anche la stabilità e solidità (messa all'inizio in dubbio da molti), mentre il 19 maggio 1885 Robert Emmet Odlum fu la prima persona a lanciarsi dal ponte nel fiume, morendovi subito dopo (la prima persona sopravvissuta sarebbe stata Larry Donovan, all'incirca un anno dopo). Brooklyn e il suo ponte sono resi celebri anche dalla nota omonima gomma da masticare della Perfetti Van Melle.

## Caratteristiche
Il ponte è costituito da 4 cavi d'acciaio assicurati ad ancoraggi fissati ad apposite piastre (una per ogni cavo) contenute all'interno di calotte di granito alte fino a 3 metri e poste agli estremi del ponte stesso. Ogni cavo è composto da 5657 m di filo d'acciaio galvanizzato con zinco al fine di renderlo resistente al vento e alla pioggia. Due piloni, posti a circa 300 metri dalle calotte, poggiano su cassoni grandi come 4 campi da tennis, e vengono utilizzati come punti di ancoraggio per i cavi grazie a piastre a sella poste sulle loro sommità. La base del ponte invece è costituita da travi di acciaio del peso di 4 tonnellate ciascuna assicurate a tiranti verticali (assicurati a loro volta a tiranti diagonali) il cui scopo è mantenerle in posizione.
Il ponte una volta completato si presentava con una struttura a 5 corsie. In passato le due corsie esterne venivano impiegate per il transito di carrozze, le due corsie intermedie per il transito delle cabine della teleferica e la corsia centrale per quello dei pedoni. Le corsie esterne e intermedie (diventate 6 in totale, 3 destinate al traffico in direzione Brooklyn e 3 destinate a quello in direzione Manhattan) sono destinate ai mezzi a motore e quelle centrali sono sia per i pedoni che per i ciclisti.

Il ponte di sera.

## Galleria d'immagini

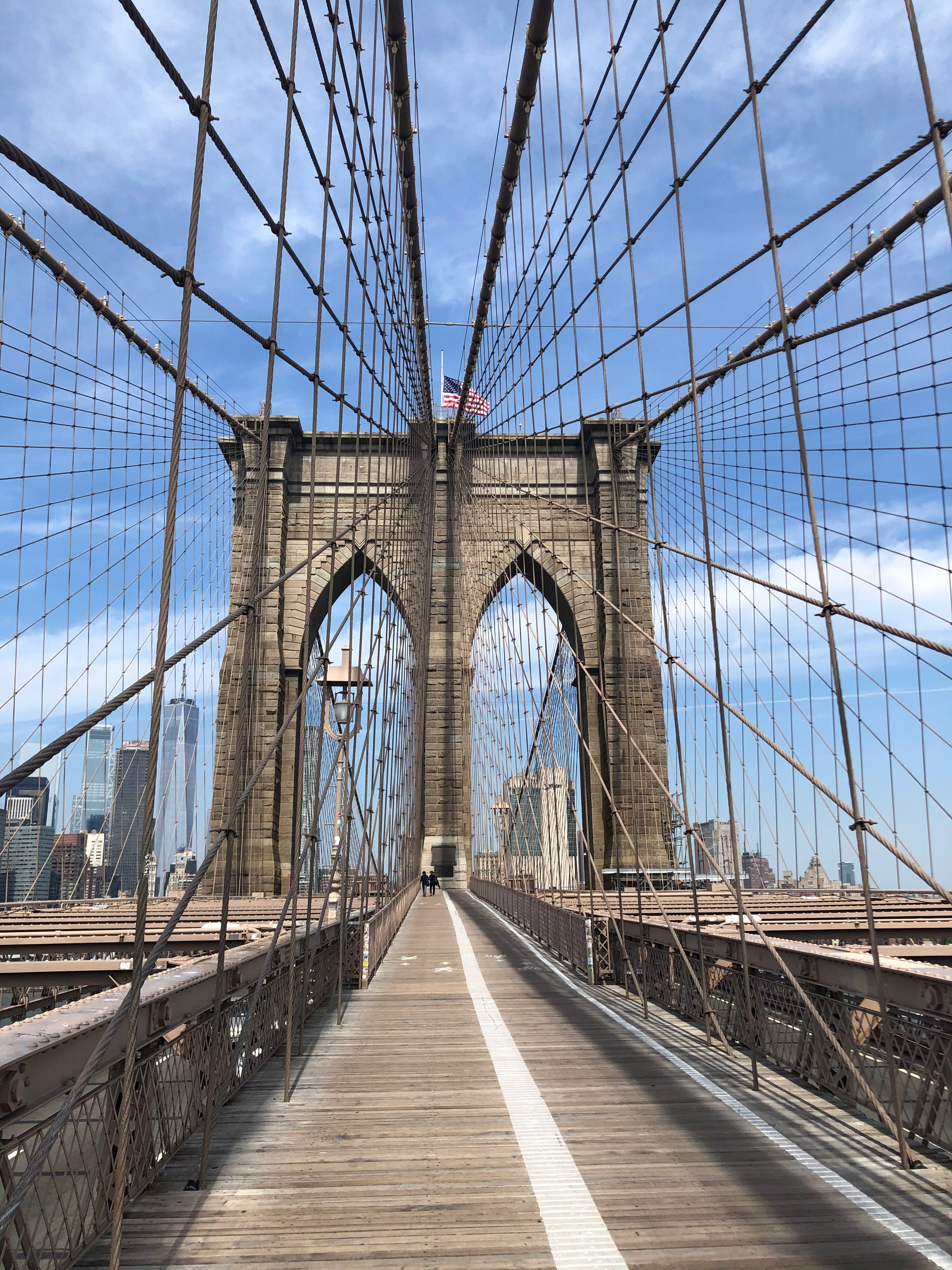
Veduta del percorso ciclopedonale del ponte di Brooklyn
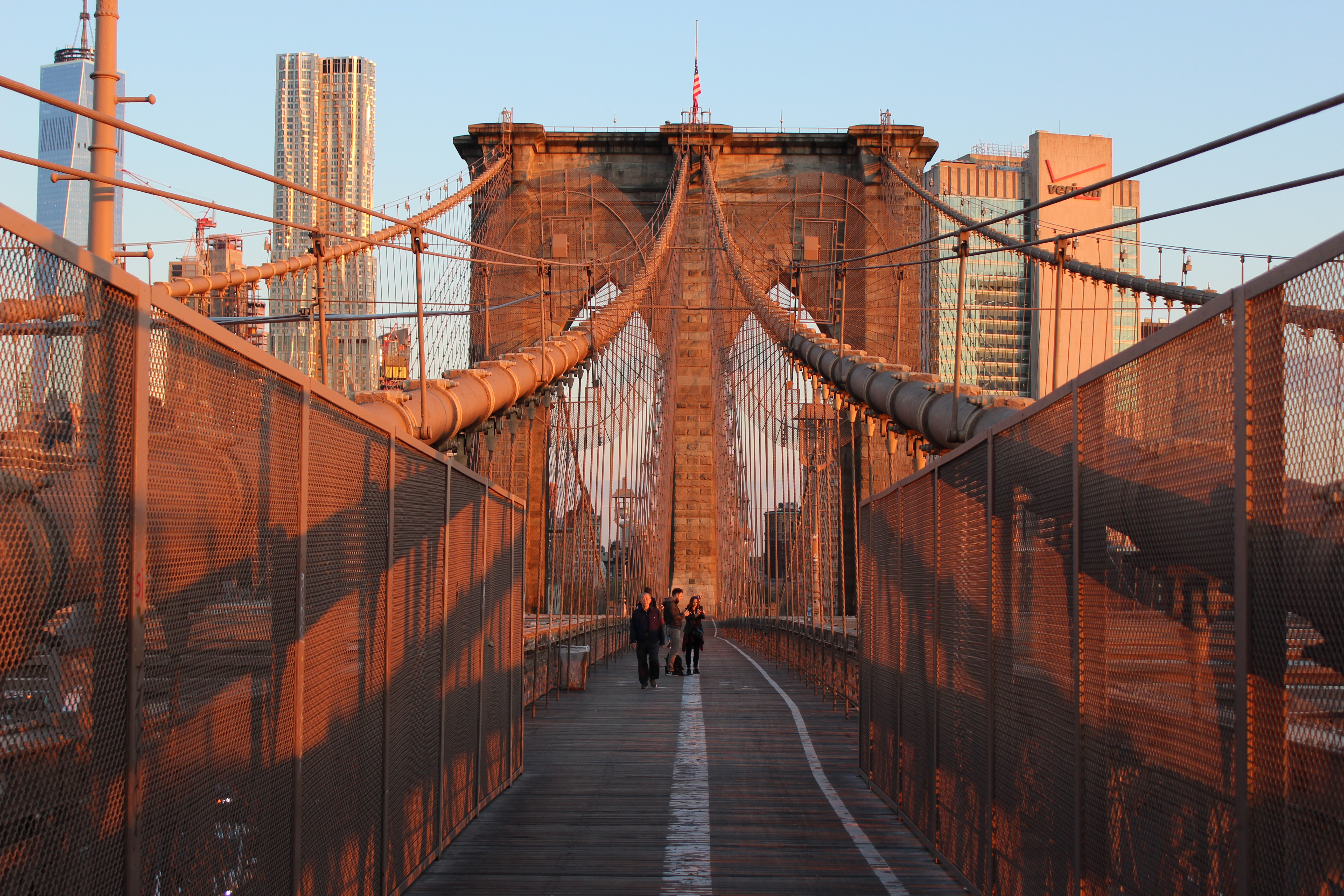
Vista dalla passeggiata del ponte di Brooklyn
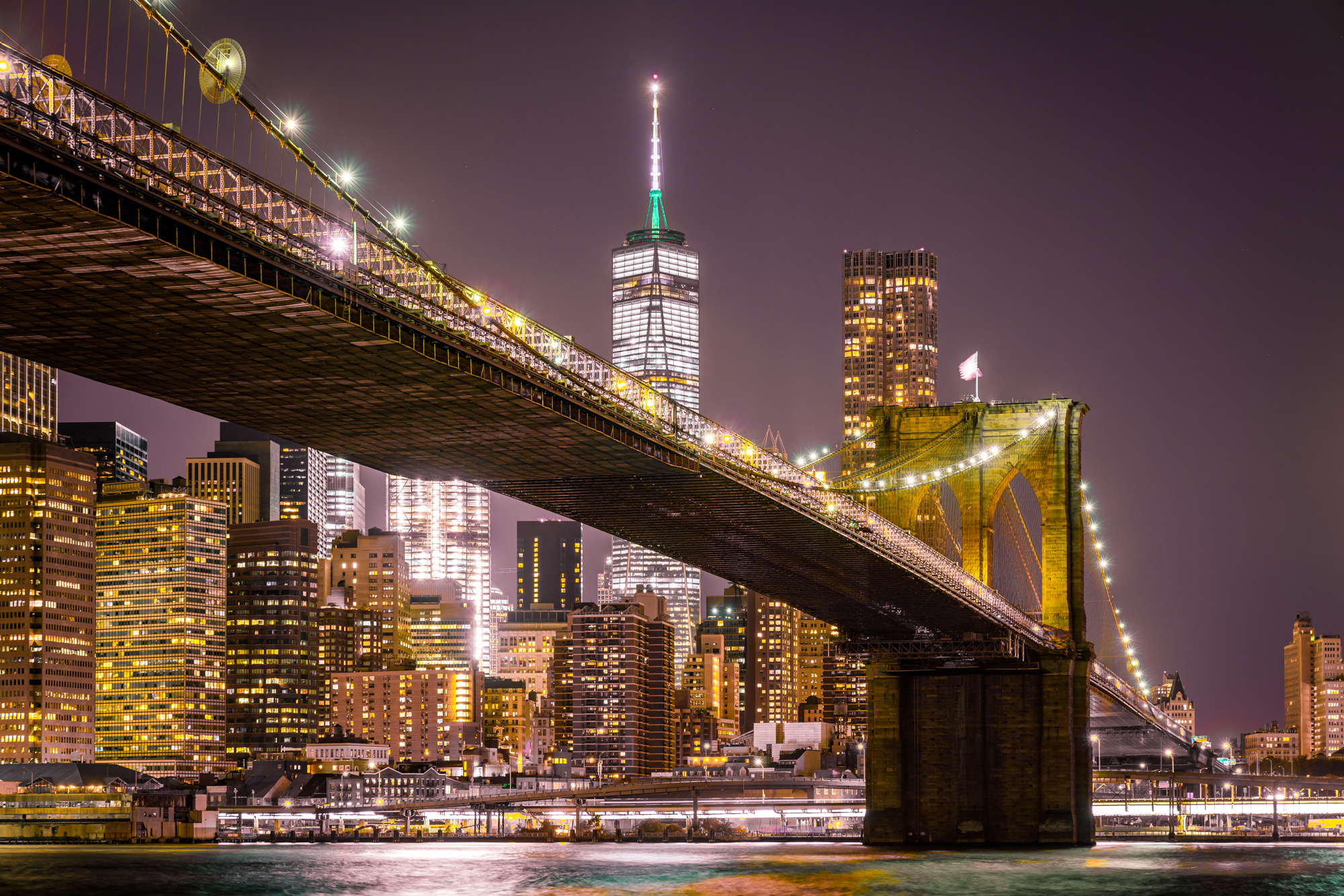
Ponte di Brooklyn, lato Manhattan
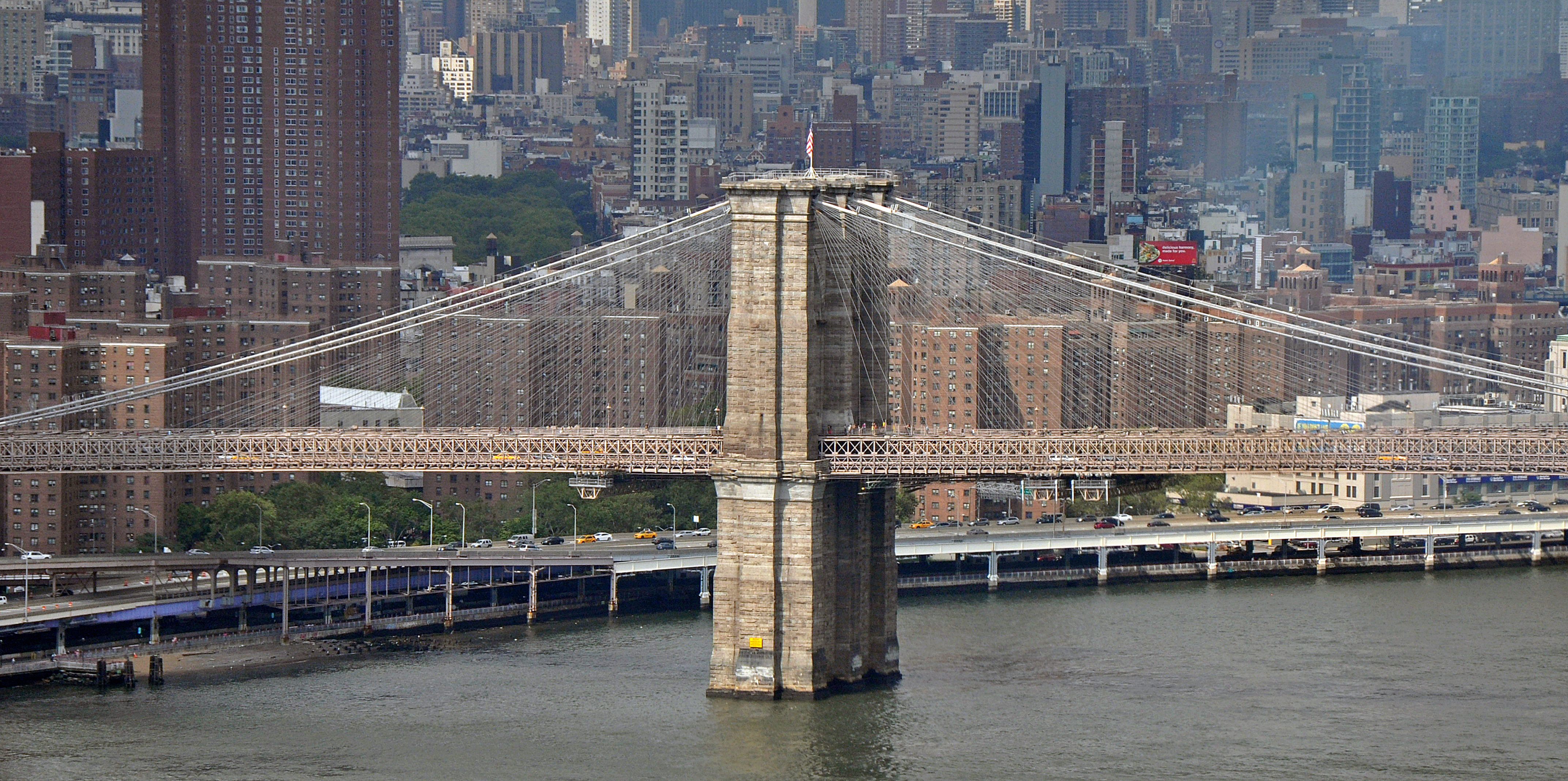
Ponte di Brooklyn, vista aerea
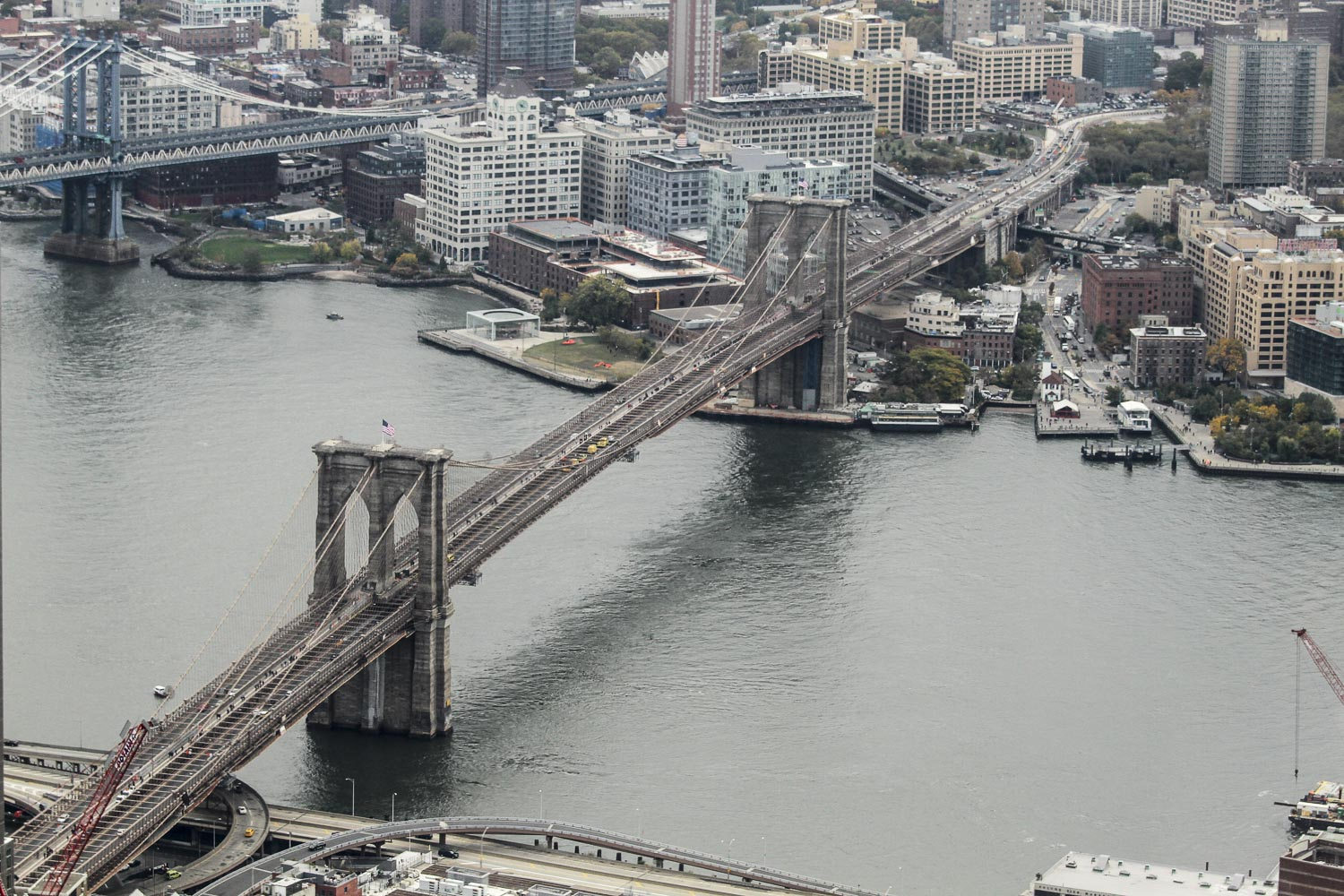
Ponte di Brooklyn dall'alto, ottobre 2015
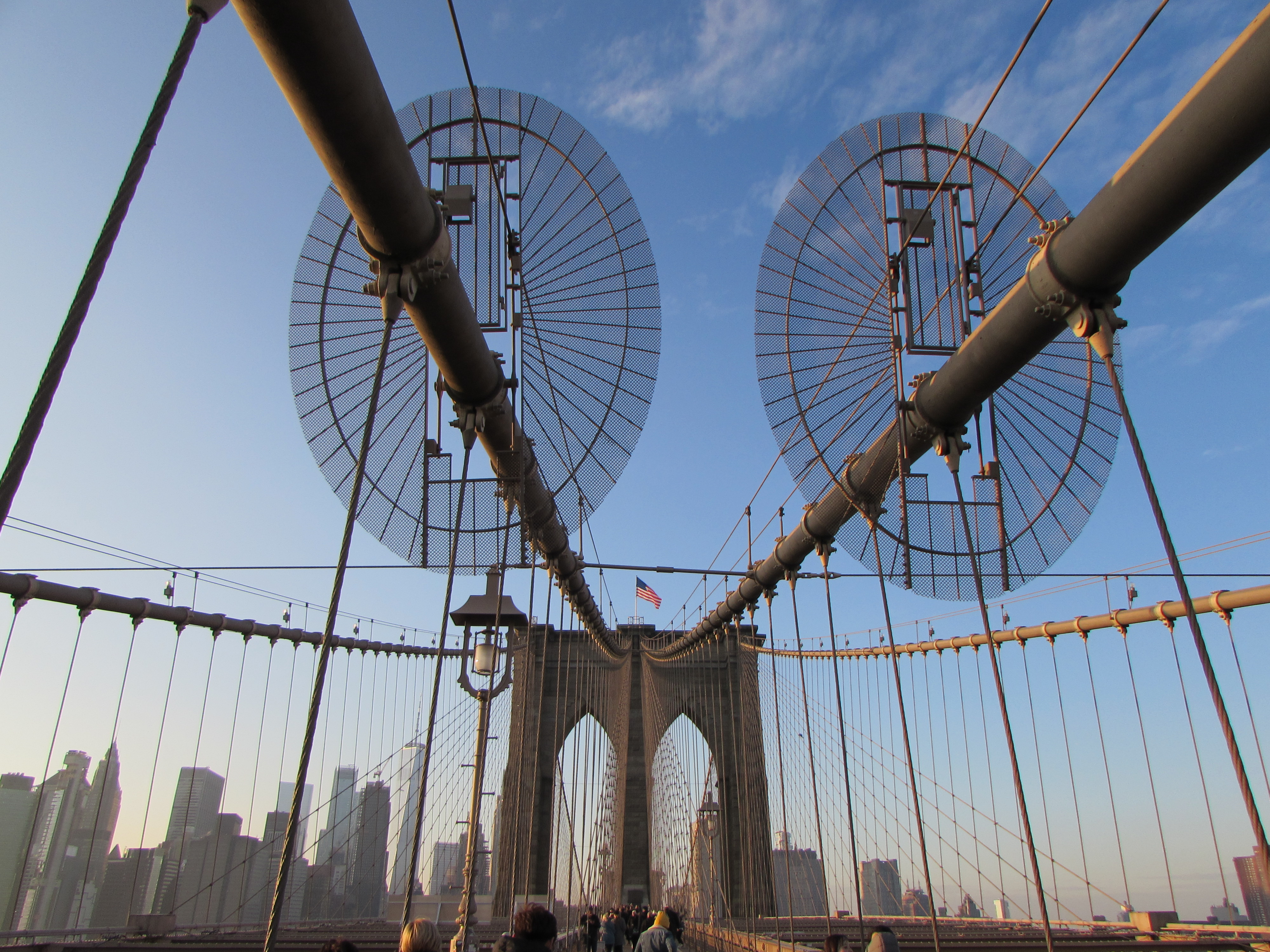
Veduta dalla parte di Brooklyn, novembre 2019
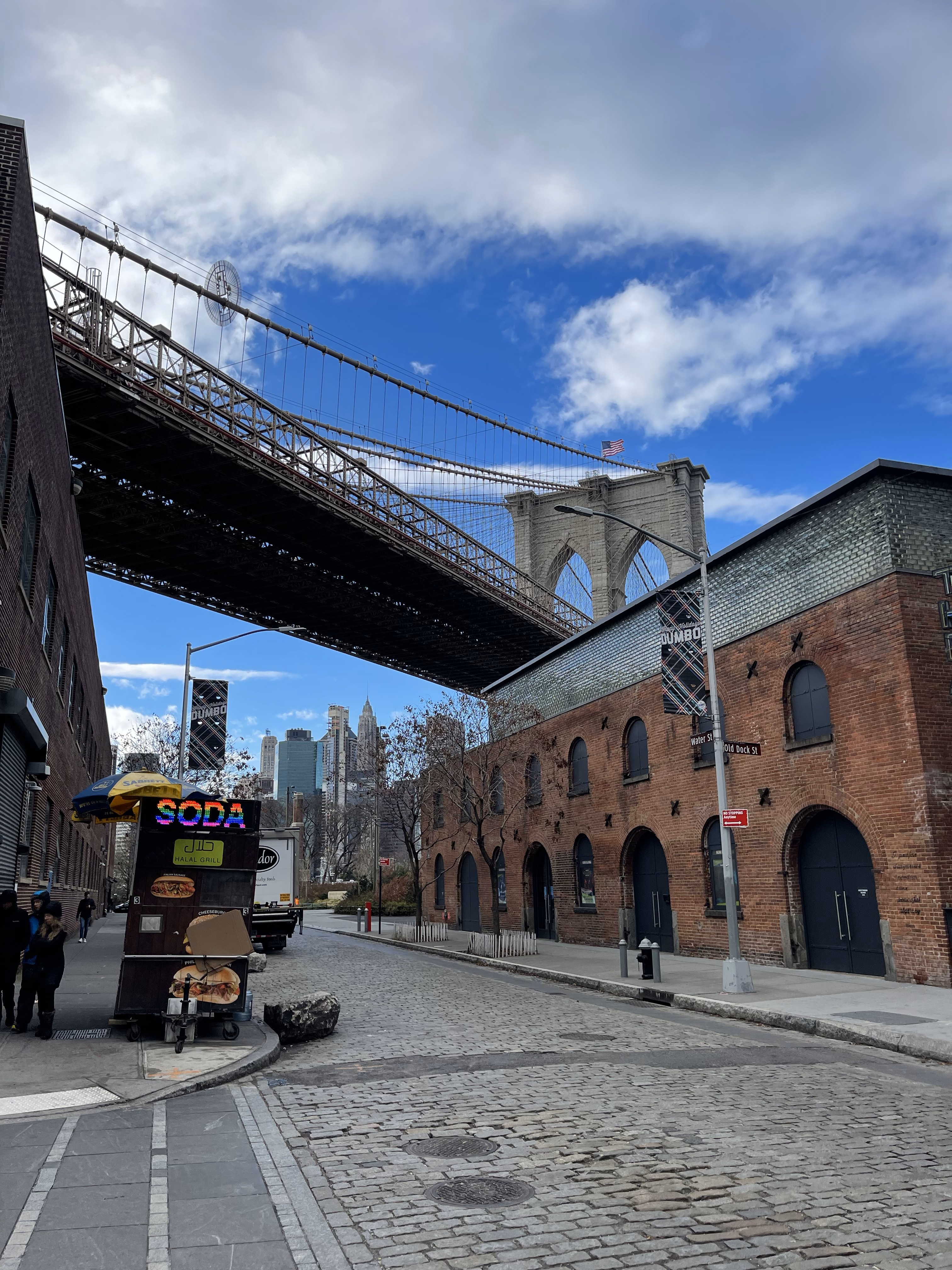
Vista del ponte da Water St (Brooklyn)